# Joseph Willibald Michl
Joseph Willibald Michl (* vor dem 9. Juli 1745 in Neumarkt in der Oberpfalz; † 30. Juli 1816 ebenda) war ein deutscher Komponist und Hofkompositeur des Kurfürsten Max III. Joseph.

## Familie und Kindheit
J. Willibald Michl entstammte einer bedeutenden Musikerfamilie, die das Musikleben in Bayern über Generationen prägte.
Musikalisch bedeutende Mitglieder der Familie waren u. a.:

- Johann Jakob Michl (* 1677/78; † 1726), Organist an St. Johannes in Neumarkt
  - Johann Joseph Ildephons Michl (* 1708; † 1770), ab 1738 Domkapellmeister in Regensburg
  - Ferdinand Jakob Michl (* 1712; † 1754), Organist und Vizekapellmeister am Münchner Hof
    - Melchior Virgil Michl (* um 1735; † 1795), Erster Cellist im Münchner Hoforchester

  - Johann Anton Carolus Leonhard Michl (* 1716; † 1781), Chorregent und Organist an St. Johannes in Neumarkt
    - Joseph Willibald Michl (* 1745; † 1816), kurpfälzisch bayerischer Kammer-Compositeur
    - Martin Leonhard Michl (* 1749), bis 1788 Musikdirektor bei Prinz Heinrich Friedrich, Markgraf von Brandenburg-Schwedt
    - Johann Michael Michl (* 1754), ab 1778 Mitglied und Musicdirecteur der Theatergruppe von Emanuel Schickaneder

Joseph Willibald Michl wurde um den 9. Juli 1745 als viertes Kind von J. Anton Carl Leonhard Michl und Susanne Barbara Dorothea Michl (1717–1756) geboren. Insgesamt sind aus dieser Ehe sechs Söhne und vier Töchter bekannt, von denen allerdings nur die drei oben aufgeführten Söhne sowie eine Tochter namens Maria Barbara Susanna den Vater überlebten. Aus einer zweiten Ehe seines Vaters hatte Joseph Willibald weitere zehn Halbgeschwister, von denen nur ein Mädchen den Vater überlebte.
Michl wuchs zunächst in seiner Geburtsstadt Neumarkt auf und erhielt dort vermutlich ersten musikalischen Unterricht von seinem Vater und dessen Brüdern. Dann wurde er von seinem Vater an das bekannte Wilhelmsgymnasium in München geschickt, das für seine hervorragende Musikerziehung und -pflege weithin bekannt war. Michl wurde von seinen Lehrern als eher mittelmäßiger Schüler angesehen, der sich mehr mit der Musik als mit Wissenschaften abgab. Wann und wo er seinen Abschluss machte, ist nicht bekannt.

## Musikalische Laufbahn
Nach dem Erlernen mehrerer Instrumente, darunter Orgel und Kontrabass, war er möglicherweise ab 1767 als Geiger an der Jesuitenkirche St. Michael tätig, was aber nicht gesichert ist. In den folgenden Jahren komponierte er die Musik für verschiedene Fastenmeditationen an St. Michael sowie für Tragödienspiele am Jesuitengymnasium. Etwa ab 1768 vertiefte er seine Studien in Kontrapunkt und Komposition bei Placidus von Camerloher, dem Hofkapellmeister des Fürstbischofs in Freising. Nach seiner Rückkehr nach München im Januar 1770 wurde er von Max III. Joseph zum Curfürstlichen Kammer-Compositeur mit einem Jahresgehalt von 240 Gulden ernannt.
Nach dem Tod von Max III. Joseph 1777 wurde Karl Theodor von der Pfalz Kurfürst von Bayern. Er entließ den Großteil der Mitglieder der Münchner Hofkapelle und ersetzte sie durch aus Mannheim mitgebrachte Musiker. Auch Michl wurde 1778 pensioniert. Allerdings erhielt er bis September 1780 gar keine Pension und ab da auch nur 125 Gulden jährlich zugesprochen, was ihn in große Geldnot brachte. Erst im Mai 1790 genehmigte Karl Theodor die Auszahlung von jährlich weiteren 115 Gulden, so dass das ursprüngliche Gehalt von 240 Gulden wieder erreicht wurde. Voraussetzung war, dass Michl jährlich zwei neue Operetten zu liefern hätte.
Nach seiner Entlassung siedelte Michl nach Weyarn über. Seine Cousine Maria Jacobina, die Tochter seines Onkels Ferdinand, war mit dem Klosterrichter des dortigen Augustiner-Chorherrenstifts verheiratet. Das Datum der Übersiedelung ist unklar, am wahrscheinlichsten erscheint 1781.
Hatte Michl am Münchner Hof noch vorwiegend weltliche Musik komponiert, so traten im Kloster Weyarn naturgemäß geistliche Kompositionen in den Vordergrund. So komponierte er etwa diverse Messen anlässlich von Primizen oder für verschiedene Priesterjubiläen, ebenso das Requiem für die erste Frau von Ignaz Joseph von Obernberg. Zu bestimmten Anlässen, wie etwa zum Schuljahresabschluss der Klosterschule, schrieb er jedoch weiterhin auch weltliche Werke. Außerdem war Michl als Kompositionslehrer für begabte Chorherren und Musiklehrer tätig.
Im klösterlichen Jahreslauf waren verschiedene, regelmäßig wiederkehrende Termine vorgesehen, die einen Ausgleich für die ansonsten strenge Ordnung des klösterlichen Lebens darstellen sollten. Diese so genannten Rekreationen bestanden etwa aus Theateraufführungen, Ausflügen oder einem gemeinsamen Aderlass. Nach seiner Übersiedelung nach Weyarn wurde Michl dort zum Recreations-Sekretair ernannt und war in dieser Funktion für die Organisation und die musikalische Umrahmung dieser Veranstaltungen zuständig.
Auf Einladung von Abt Gregor II. Rottenkolber war Michl zusätzlich auch am Kloster Tegernsee als Musiklehrer tätig, erstmals wahrscheinlich 1786 (später auch noch im benachbarten Kloster Dietramszell). Das Kloster Tegernsee war ebenfalls für seine reiche Musikpflege bekannt. Das Spektrum von Michls für Tegernsee verfassten Kompositionen war ähnlich wie in Weyarn – geistliche Musik, aber zu bestimmten Anlässen, wie etwa Geburtstagen, auch die musikalische Umrahmung von Theaterstücken u. ä.
Im Jahr 1803 wurde das Kloster Weyarn im Zuge der Säkularisation aufgelöst. Die Seminaristen wurden entlassen, die Musikpflege kam weitgehend zum Erliegen. Für Michl gab es dort nun nicht mehr viel zu tun. So verließ er das Kloster am 1. September 1803 und kehrte nach Neumarkt zurück, wo er vermutlich bei seiner Schwester Barbara Susanna und deren Mann wohnte.
Joseph Willibald Michl, der nie geheiratet hatte, starb am 30. Juli 1816 im Alter von 71 Jahren und wurde auf dem unteren Friedhof in Neumarkt beigesetzt.

## Werk
Joseph Willibald Michl war ein sehr produktiver und vielseitiger Komponist. Sowohl seine weltlichen als auch seine geistlichen Kompositionen wurden von den Zeitgenossen sehr gelobt und waren im gesamten süddeutschen Raum bis in die Schweiz verbreitet.
Sein geistliches Werk umfasst mindestens 19 Messen und vier Requien, zahlreiche Offertorien, Antiphonen, Stabat mater, Pange lingua und Tantum ergo, Lauretanische Litaneien und Vespern, mehrere Oratorien sowie ein Te Deum. Dazu kommen die bereits erwähnten Fastenmeditationen.
Eine Besonderheit bei mehreren seiner Messen ist, dass das Sanctus und das Benedictus zu einem Stück verschmolzen sind, wobei nur zum Schluss ein Hosanna folgt und nicht wie üblich auch schon nach dem Sanctus.
Ähnlich vielfältig waren seine weltlichen Kompositionen. Er schrieb rein instrumentale Werke wie Divertimenti, Streichquartette, mehrere Instrumentalkonzerte, Triosonaten, Serenaden und ein gutes Dutzend Sinfonien, aber auch Lieder mit Klavierbegleitung, Opern und Singspiele.
Eine genaue Anzahl kann meist nicht angegeben werden. So kommen etwa zu den 19 oben genannten Messen möglicherweise noch sieben weitere mit nicht gesicherter Urheberschaft sowie vier verschollene Werke.

## Inszenierungen
Mehrere Werke Michls wurden am Münchner Hof aufgeführt.
1. Il barone di torreforte (Opernhaus am Salvatorplatz, 1. Februar 1772, Uraufführung)
2. Joas ein König der Juden (Oratorium, Kurfürstliches Schloss, 1772)
3. L’Amante deluso (Zuschreibung unsicher; Redoutensaal?, 27. Dezember 1773)
4. Il trionfo di Clelia (Cuvillies Theater, 8. Januar 1776, Uraufführung)
5. L’isola disabitata (1780)
6. Milton und Elize (17. Januar 1786, Residenz, Übernahme?)
7. Der König auf Jagd (26. Januar 1786, Residenz, Übernahme?)
8. Il barone di torre forte (1. März 1786, Salvator-Theater)